# سبد آتش

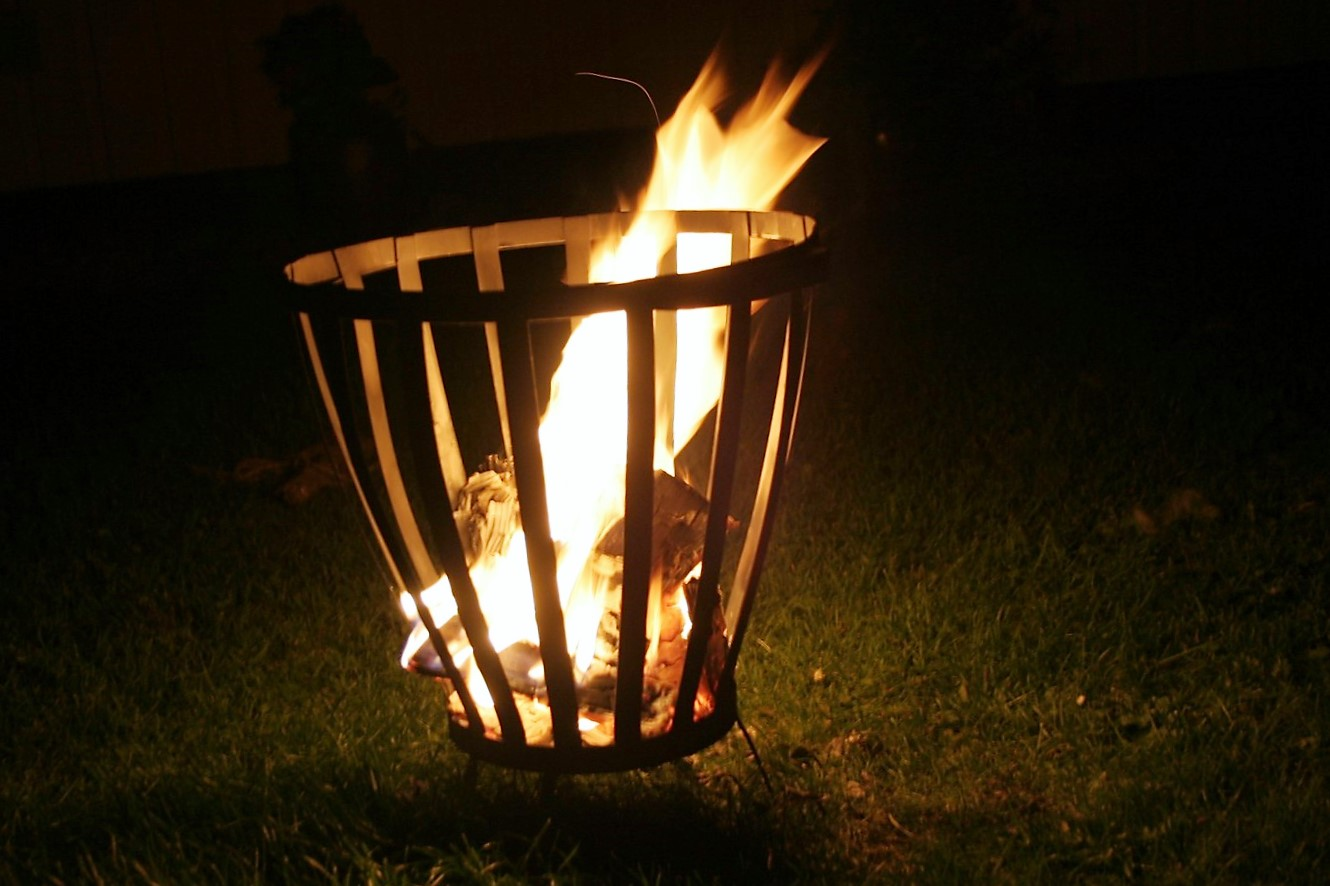
سبد آتش

سبد آتش،(به انگلیسی: fire basket) سبدی آهنی است که می‌توان در آن چوب را سوزاند و آتش زد.
در طول قرون وسطی از سبدهای آتش پر از گوگرد برای دفع مرگ سیاه استفاده می‌شد. در حال حاضر از سبد آتش برای لذت استفاده می‌شود. در برخی کشورها از سبد آتش در طول کریسمس در جشن کریسمس استفاده می‌شود.